# Volker Heins

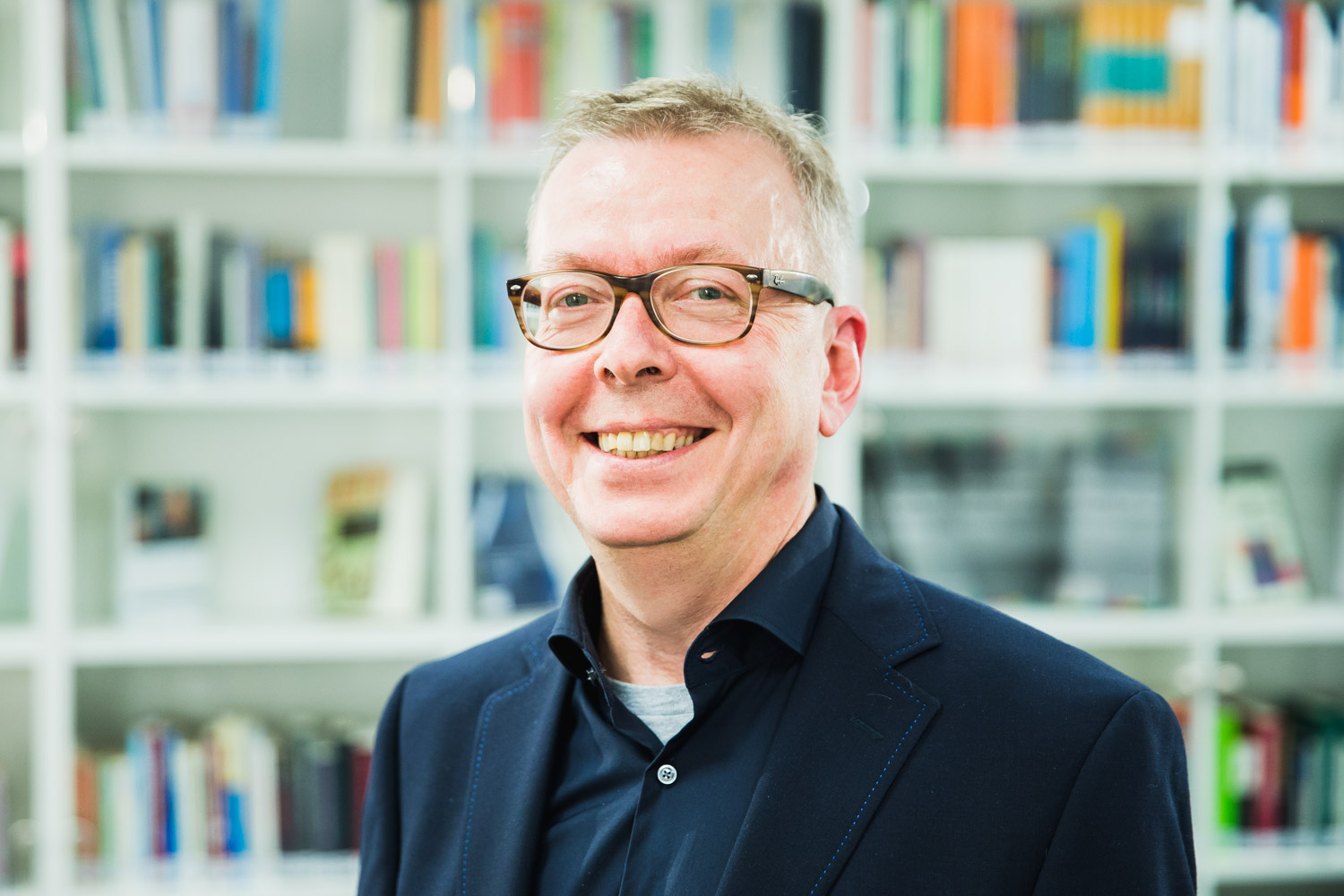
Volker Heins (2017)

Volker M. Heins (geboren 1957 in Braunschweig) ist ein deutscher Politikwissenschaftler. Er ist Permanent Fellow am Kulturwissenschaftlichen Institut Essen (KWI) sowie Mitglied der Fakultät für Gesellschaftswissenschaften der Universität Duisburg-Essen. Zudem ist er Senior Researcher und Mitglied des Vorstands am Käte Hamburger Kolleg / Centre for Global Cooperation Research in Duisburg.

## Biografie
Heins studierte Sozialwissenschaften, Philosophie und italienische Philologie in Bonn, Florenz und Frankfurt am Main. 1988 wurde er mit einer Dissertation zur Legitimationsproblematik politischer Herrschaft zum Dr. phil. promoviert. Er veröffentlichte daraufhin eine Einführung zu Max Weber.
Bis 1993 war Heins wissenschaftlicher Mitarbeiter am Fachbereich Gesellschaftswissenschaften der Universität Frankfurt. 1995 verbrachte er ein Jahr als Feodor-Lynen-Stipendiat der Alexander von Humboldt-Stiftung in Chandigarh in Indien. Von 1998 bis 2012 war er Mitarbeiter am Frankfurter Institut für Sozialforschung (IfS). 2001 wurde Heins an der Justus-Liebig-Universität Gießen habilitiert.
Von 2005 bis 2010 war er Lecturer am Department of Political Science der McGill University, Montreal. Zudem war er als Gastwissenschaftler unter anderem am Carr Center for Human Rights Policy der Harvard University, am European Forum der Hebräischen Universität Jerusalem sowie am Center for Cultural Sociology der Yale University.
Seit 2012 leitet Heins den Bereich InterKultur am KWI in Essen. Zudem ist er seit 2017 außerplanmäßiger Professor für Politikwissenschaft an der Universität  Duisburg-Essen.
Volker Heins ist Mitglied des Rats für Migration sowie Gründungsmitglied der Academy in Exile.

## Arbeitsschwerpunkte
- Politische Theorie
- Kultursoziologie
- Migrationsforschung

## Schriften (Auswahl)
- mit Frank Wolff: Hinter Mauern. Geschlossene Grenzen als Gefahr für die offene Gesellschaft, Suhrkamp, Berlin 2023, ISBN 978-3-518-12807-7.
- Offene Grenzen für alle. Eine notwendige Utopie. Hamburg: Hoffmann und Campe 2021, ISBN 978-3-455-01067-1.[10]
- Herbert Marcuse, “One-Dimensional Man”, in: The Oxford Handbook of Classics in Contemporary Political Theory, hg. v. Jacob T. Levy. Oxford: Oxford University Press. Online Publication Date: November 2017.
- (Hrsg. mit K. Koddenbrock und C. Unrau) Humanitarianism and Challenges of Cooperation. London/ New York: Routledge 2016, ISBN 978-1-138-96337-5.
- (Hrsg. mit F. Adloff) Konvivialismus – eine Debatte. Bielefeld: Transcript Verlag 2015, ISBN 978-3-8376-3184-5.
- Der Skandal der Vielfalt: Geschichte und Konzepte des Multikulturalismus. Frankfurt am Main: Campus-Verlag, 2013, ISBN 978-3-593-39969-0.
- Beyond Friend and Foe. The Politics of Critical Theory, Leiden/ Boston: Brill 2011, ISBN 978-90-04-18800-6.
- Max Weber zur Einführung. Hamburg: Junius 20104 (1. Auflage 1990), ISBN 978-3-88506-390-2.
- (Hrsg. mit D. Chandler) Rethinking Ethical Foreign Policy: Pitfalls, Possibilities and Paradoxes, London/ New York: Routledge 2007, ISBN 978-0-415-40019-0.
- Das Andere der Zivilgesellschaft: Zur Archäologie eines Begriffs. Bielefeld: Transcript Verlag 2002, ISBN 9783839400883.
- Der neue Transnationalismus: Nichtregierungsorganisationen und Firmen im Konflikt um die Rohstoffe der Biotechnologie, Frankfurt/ New York: Campus 2001, ISBN 3-593-36862-5.
- Strategien der Legitimation: Das Legitimationsparadigma in der politischen Theorie. Münster: Westfäl. Dampfboot, 1990. Frankfurt (Main), Univ., Diss., 1988.